# Drapeau du Gabon
Le drapeau du Gabon est le drapeau civil et le pavillon marchand de la République gabonaise. Il est composé des trois bandes horizontales verte (dessus), jaune et bleue. Le vert symbolise la forêt équatoriale, le jaune le soleil et le bleu la mer.

## Histoire
Le Gabon se dote du drapeau à trois bandes horizontales vert, jaune, bleu, le 9 août 1960 par la loi n°54/60, soit huit jours avant la proclamation de son indépendance le 17 août. L'actuel drapeau a remplacé la version conçue par feu le Président Leon Mba qui aurait souhaité y voir figurer le drapeau tricolore français ; ce qui fut refusé par Jacques Foccart, alors représentant de la France.
Cette loi dispose en son article 1er :

« Le drapeau de la République Gabonaise est composé de trois bandes horizontales dont les couleurs sont ainsi déterminées :

  - Bande horizontale supérieure de couleur « vert irlandais clair », d’une longueur égale à quatre fois la largeur ;

  - Bande du milieu de couleur « jaune d’or », de mêmes dimensions que la précédente ;

  - Bande inférieure de couleur « bleu Roy », et de mêmes dimensions que les précédentes. »

Le drapeau gabonais est adopté par la loi constitutionnelle du 14 novembre 1960 et est toujours le même aujourd’hui.

## Galerie

Ancien drapeau (1959 à 1960)
Drapeau du président de la République (1960-1990)
Drapeau du président de la République (1990-2016)
Drapeau du président de la République  (depuis 2016)